# آرنه ويغنر هالاند
آرنه ويغنر هالاند هو شخصية أعمال ومهندس نرويجي، ولد في 28 أكتوبر 1923، وتوفي في 23 يونيو 2012.